# Trebež (Barajevo)
Pour les articles homonymes, voir Trebež.

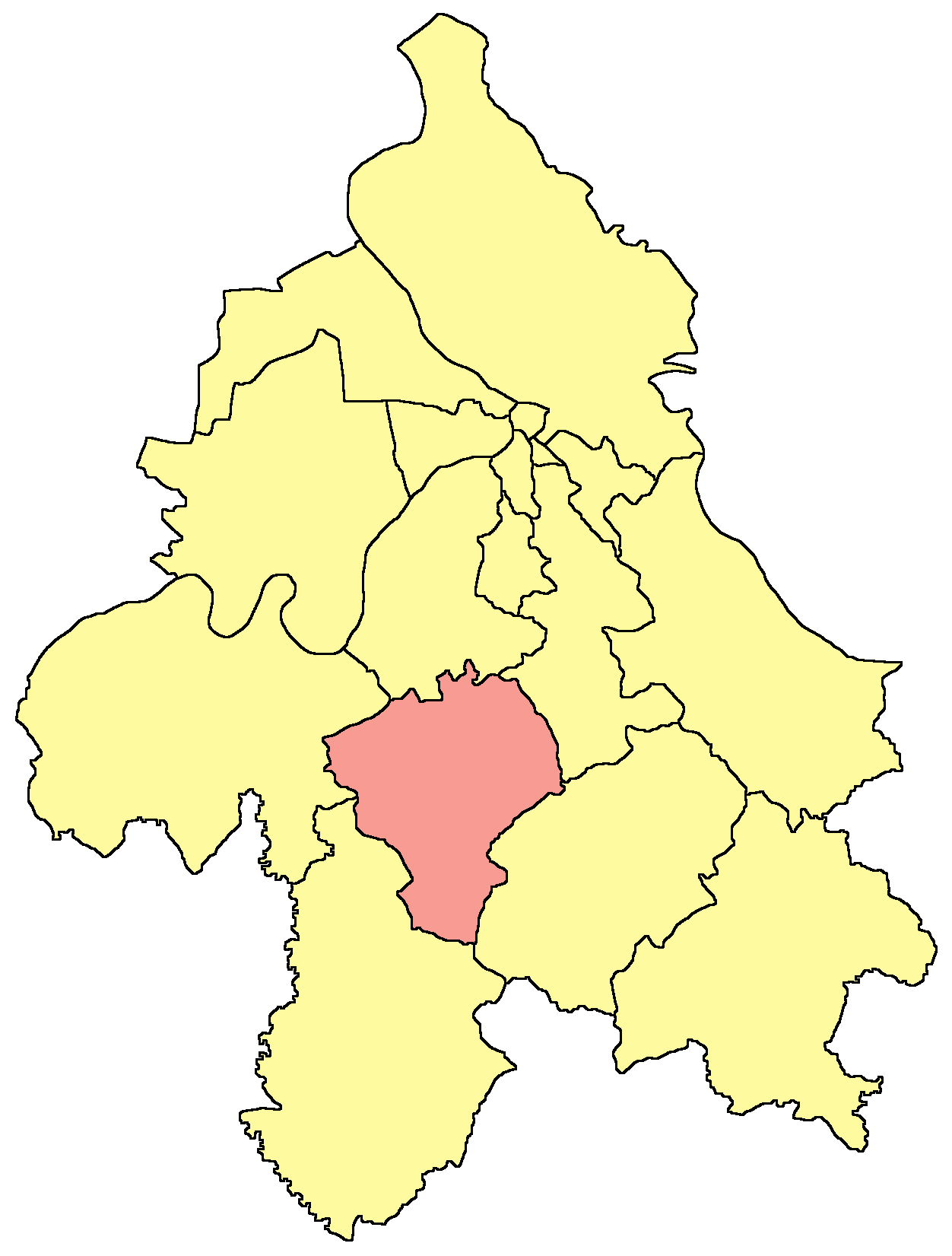
Localisation de la municipalité de Barajevo dans la Ville de Belgrade

Trebež, en serbe cyrillique Требеж, est un village de Serbie situé dans la municipalité de Barajevo, de district de Belgrade. En 2002, il comptait 8 325 habitants.
Trebež est situé dans les faubourgs de Belgrade.

## Démographie
| 1953  | 1971  | 1981  | 1991  | 2002  |
| ----- | ----- | ----- | ----- | ----- |
| 3 361 | 3 486 | 4 225 | 6 093 | 8 325 |